# Война за Толидо
Война за Толидо (Мичигано-огайская война) (англ. Toledo War, Michigan–Ohio War) — почти бескровный территориальный спор между штатом США Огайо и прилегающей территорией Мичиган (1835—1836).
Коллизии возникли из-за конфликта между федеральным законодательством и законодательствами штатов, существовавшими в 1787—1805 гг., а также из-за спора, обусловленного недопониманием географических особенностей Великих озёр. Различные интерпретации закона правительствами Огайо и Мичигана привели к тому, что оба правительства говорили о суверенитете над областью в 468 квадратных миль (1210 км²) вдоль пограничного рубежа, известной ныне как Толидский клин, или Толидская полоса (англ. Toledo Strip). Когда Мичиган в 1835 году просил дать ему статус штата США, он стремился также включить спорную территорию в пределы своих границ, а делегация конгрессменов Огайо, в свою очередь, тормозила приём Мичигана в состав США.
Начиная с 1835 года обе стороны принимали законодательные акты, пытаясь заставить капитулировать противоположную сторону. Губернатор штата Огайо Роберт Лукас и 24-летний «Мальчик-губернатор» Стивенс Т. Мейсон, не желая уступать юрисдикцию Полосы, подняли ополченцев и помогли возбудить уголовные дела в отношении граждан, подчиняющихся власти другого штата. Ополченцы были мобилизованы и отправлены на позиции на противоположных сторонах реки Моми вблизи Толидо, но, помимо взаимных оскорбительных шуток, было мало взаимодействия между этими двумя силами. Военное противостояние закончилось отчётом о выстрелах в воздух, никто не пострадал.
В течение лета 1836 года Конгресс предложил компромисс, при котором Мичиган отказывался от своей претензии на Полосу в обмен на принятие в состав США и примерно три четверти Верхнего полуострова. Компромисс считался плохим исходом для Мичигана, ведь в то время почти весь Верхний полуостров был индейской территорией. Мичиган в сентябре в конвенции обоснованно отклонил это предложение.
В декабре 1836 года правительство Мичигана, столкнувшись с тяжелым финансовым кризисом и с давлением со стороны Конгресса и президента Эндрю Джексона, принял ещё одну конвенцию (так называемую «Отмороженную Конвенцию», англ. Frostbitten Convention), в которой согласился на компромисс, что положило конец войне за Толидо. В дальнейшем открытие месторождений меди и железа, а также обилие древесины на Верхнем полуострове более чем компенсировали экономические потери Мичигана в связи с отказом от прав на Толидо.

## Истоки

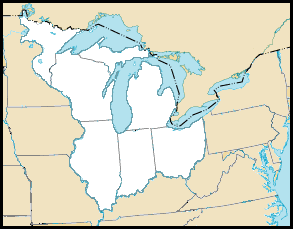
Северо-западная территория.

В 1787 году Конгресс Конфедерации принял постановление о Северо-Западе, создавшее Северо-западную территорию, ныне известную как Средний Запад. В Постановлении указывалось, что территория в конечном итоге должна быть разделена на «не менее трех и не более пяти» будущих штатов. Было определено, что границей между севером и югом для трех из этих штатов должна была быть «линия востока и запада, проведенная через южный изгиб или край озера Мичиган» (в настоящее время известно, что она составляет приблизительно 41,62° Северной широты, недалеко от Маркетт-парка, Гэри, Индиана).

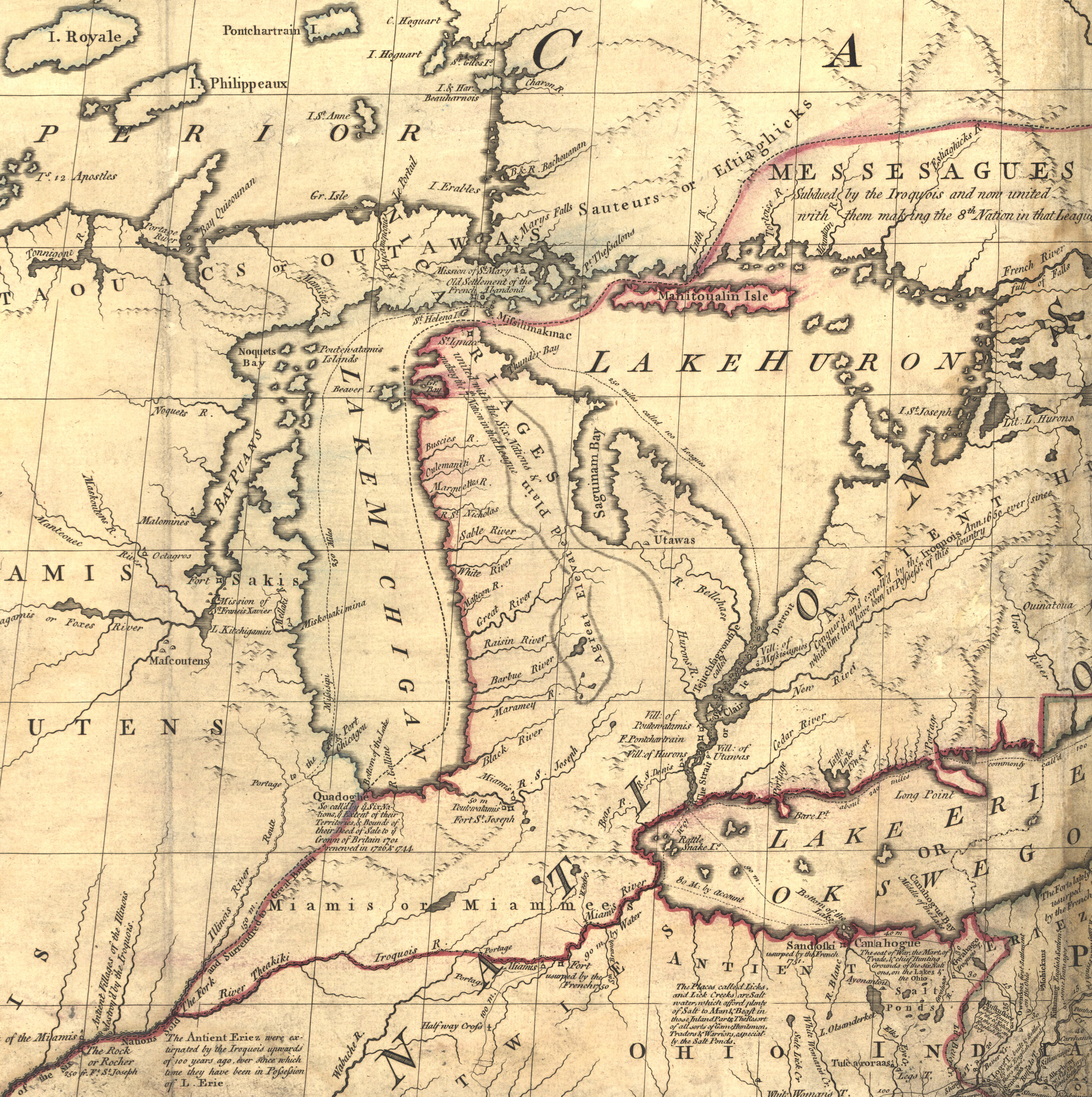
Регион на созданной в конце XVIII века «Карте Митчелла». Южная оконечность озера Мичиган изображена как более северная, чем озеро Эри.

В то время фактическое местонахождение этого экстремала было неизвестно. Наиболее почитаемая карта того времени, «Карта Митчелла», помещала её на широте вблизи устья реки Детройт (приблизительно 42,05° Северной широты). Это означало, что вся береговая линия озера Эри к западу от Пенсильвании принадлежала бы штату, который должен был стать Огайо. Когда Конгресс принял Разрешительный акт 1802 года, который разрешил Огайо начать процесс превращения в штат США, северная границу штата Огайо должна была представлять собой «линию на востоке и западе, проведенную через южную оконечность озера Мичиган, идущую на восток… до тех пор, пока он не пересечет озеро Эри или территориальную линию с Британской Северной Америкой, а оттуда с тем же самым через озеро Эри до вышеупомянутой линии Пенсильвании».
Поскольку территориальная граница между США и Британской Северной Америкой (в частности, провинцией Квебек до 1791 года и Верхней Канадой после этого) проходила через середину озера Эри, а затем вверх по реке Детройт, в сочетании с преобладающим мнением о местоположении южной оконечности озера Мичиган, разработчики конституции штата Огайо 1802 года считали, что по мнению Конгресса северная граница Огайо, безусловно, находилась к северу от устья реки Моми и, возможно, даже реки Детройт. Таким образом, Огайо будет предоставлен доступ к большей части или всей береговой линии озера Эри к западу от Пенсильвании, а любые другие новые штаты, образованные на Северо-Западной территории, будут иметь доступ к Великим озёрам только через озера Мичиган, Гурон и Верхнее.

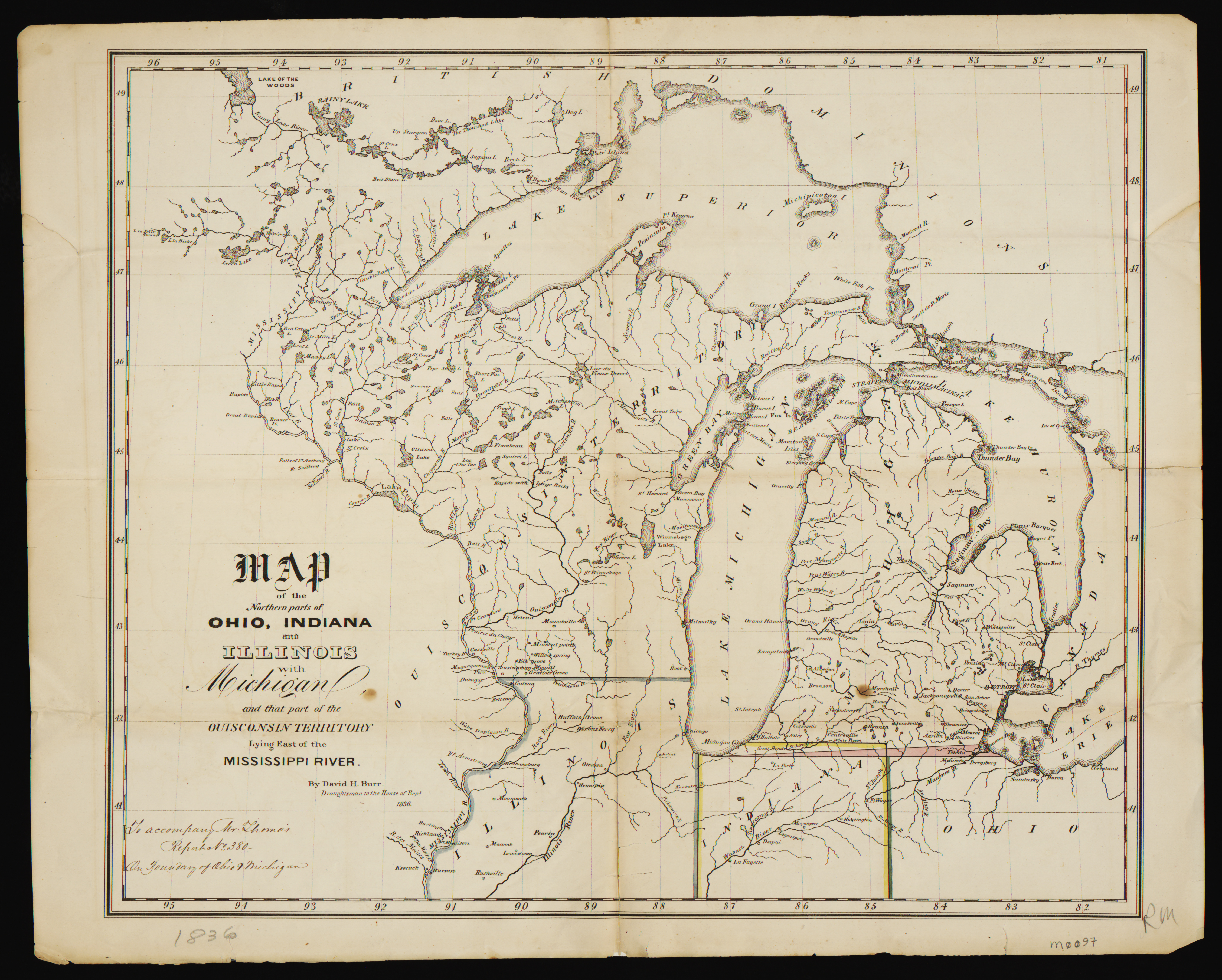
Спорная территория из отчёта Дэвида Барра для 1-й сессии 24-го конгресса.

Во время Конституционного съезда штата Огайо в 1802 году делегаты якобы получили сообщения от охотника за пушниной о том, что озеро Мичиган простирается значительно дальше на юг, чем считалось ранее (или было нанесено на карту). Таким образом, вполне возможно, что линия восток-запад, проходящая на восток от южной оконечности озера Мичиган, может пересечь озеро Эри где-нибудь к востоку от залива Моми, или, что ещё хуже, может вообще не пересекать озеро; чем дальше на юг простирается озеро Мичиган, тем больше земли потеряет Огайо, возможно, даже вся береговая линия озера Эри к западу от Пенсильвании.
Учитывая это обстоятельство, делегаты включили в проект конституции штата Огайо положение о том, что, если отчет траппера о положении озера Мичиган был правильным, линия границы штата будет слегка наклонена на северо-восток, чтобы пересечь озеро Эри в «самом северном мысе залива Майами [Моми]». Это положение гарантировало бы, что большая часть бассейна реки Моми и весь южный берег озера Эри к западу от Пенсильвании попадут в Огайо. Проект конституции с этой оговоркой был принят Конгрессом Соединенных Штатов, но до вступления Огайо в Союз в феврале 1803 года предложенная конституция была передана комитету Конгресса. В докладе комитета говорилось, что положение, определяющее северную границу, зависит от «факта, который ещё не установлен» (широта южной оконечности озера Мичиган), и члены «сочли ненужным принимать это [положение] в то время во внимание».
Когда Конгресс создал территорию Мичиган в 1805 году, он использовал постановление о Северо-Западной территорииа для определения южной границы территории, которая отличалась от имевшейся в конституции штата Огайо. Это различие и его потенциальные последствия, по-видимому, остались незамеченными в то время, но оно заложило правовую основу для конфликта, который разразится 30 лет спустя.

## Создание Толедской полосы

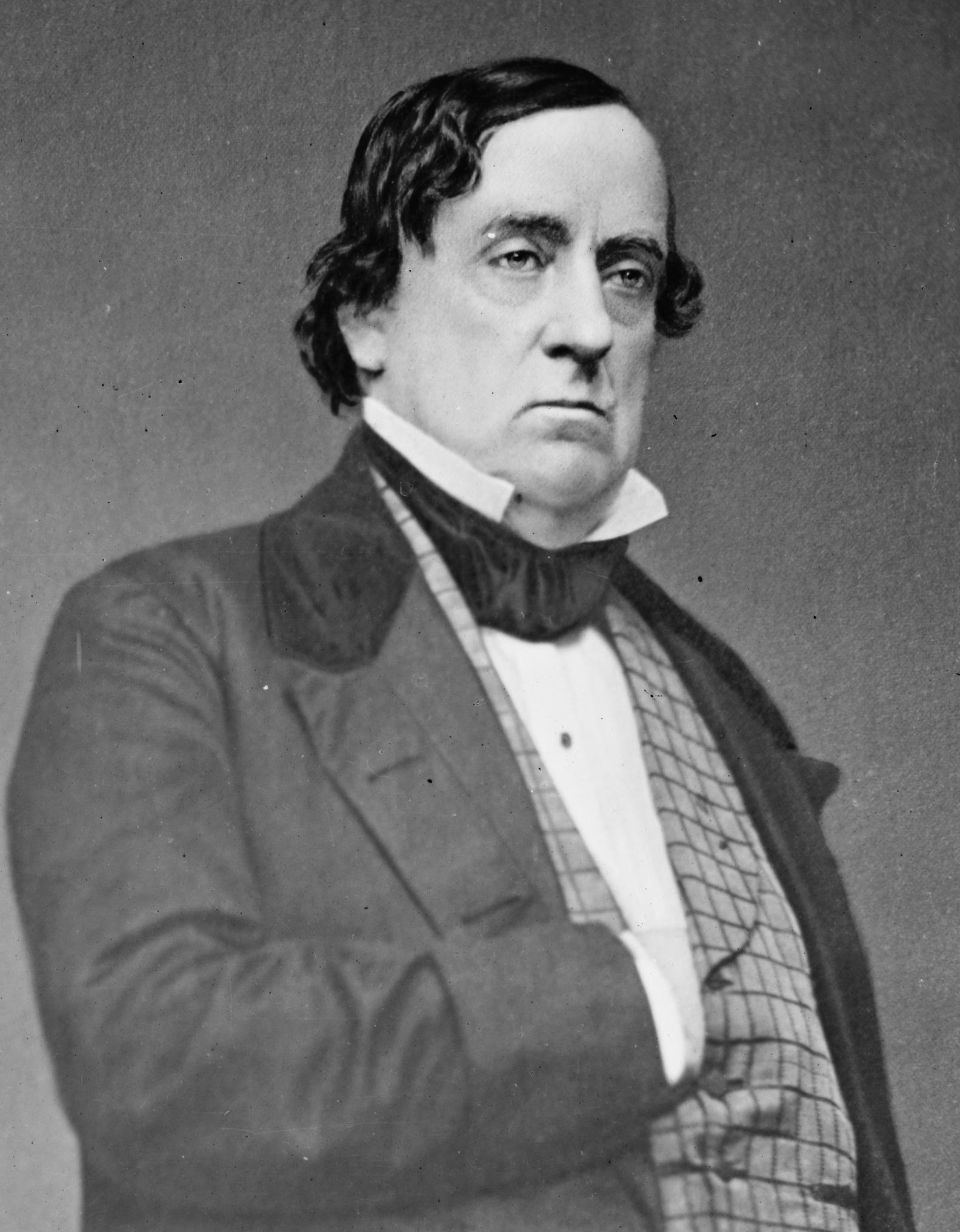
Губернатор территории Мичиган Льюис Касс (1813—1831).

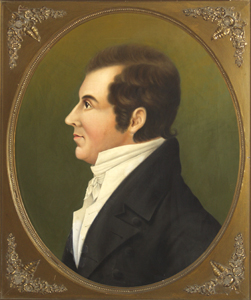
Бывший губернатор Огайо и генеральный инспектор Эдвард Тиффин.

Расположение границы оспаривалось на протяжении всего начала 19 века. Жители порта Майами, который позже станет Толедо, призвали правительство штата Огайо решить пограничный вопрос. Законодательное собрание штата Огайо, в свою очередь, неоднократно принимало резолюции и просьбы с просьбой к Конгрессу рассмотреть этот вопрос. В 1812 году Конгресс одобрил запрос на официальное обследование линии. Отложенная из-за войны с Британией работа началась только после вступления Индианы в Союз в 1816 году. Генеральный инспектор Эдвард Тиффин, который отвечал за проведение обследования, был бывшим губернатором Огайо. В результате Тиффин нанял геодезиста Уильяма Харриса для обследования линии не разграничения, а описанной в конституции штата Огайо 1802 года. После завершения создания «Линия Харриса» полностью включала устье реки Моми в состав штат Огайо. Когда результаты опроса были обнародованы, губернатор территории Мичиган Льюис Касс был недоволен, поскольку решение не было основано на одобренном Конгрессом плане. В письме Тиффину Касс заявил, что предвзятый опрос в Огайо «только добавляет силы сильным и делает слабых ещё слабее».
В ответ Мичиган заказал второе исследование, которое было проведено Джоном А. Фултоном. Обследование Фултона было основано на первоначальной линии Указа 1787 года, и после измерения линии на восток от озера Мичиган до озера Эри было установлено, что граница Огайо проходит к югу от устья реки Моми. Область между линиями съемки Харриса и Фултона образовала то, что сейчас известно как «Толедская полоса» или Толедский клин. Эта полоса земли между северным Огайо и южным Мичиганом охватывала область шириной от пяти до восьми миль (от 8 до 13 км), на которую претендовали обе юрисдикции. В то время как Огайо отказался уступить свои права, Мичиган спокойно оккупировала её на несколько лет, создавая там местные органы власти, строя дороги и собирая налоги.

### Экономическое значение

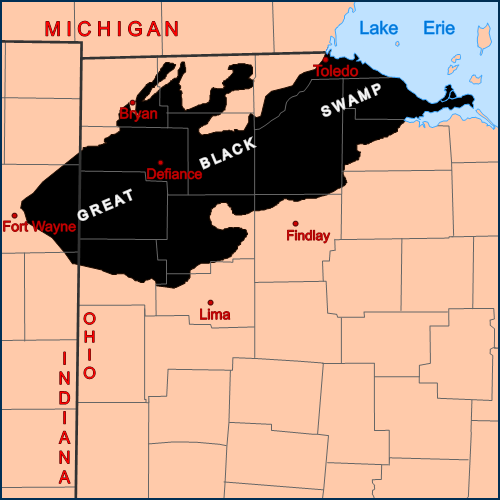
Большое чёрное болото.

Земля, известная как полоса Толедо, была и остается коммерчески важной областью. До возникновения железнодорожной отрасли реки и каналы были главными «торговыми магистралями» на американском Среднем Западе. Небольшая, но важная часть Полосы — территория вокруг современного Толедо и залива Моми — находилась в пределах Большого Чёрного болота, и в этой области было почти невозможно передвигаться по дороге, особенно после весенних и летних дождей. Впадая в озеро Эри, река Моми не всегда подходила для больших судов, но обеспечивала лёгкое сообщение с Форт-Уэйном в Индиане. то время, существовали планы соединить реку Миссисипи и Великие озера с помощью ряда каналов. Одной из таких систем каналов, одобренных законодательным органом штата Огайо в 1825 году, был канал Майами-Эри, который соединялся с рекой Огайо и впадал в озеро Эри через реку Моми.
Во время конфликта из-за полосы Толедо был построен канал Эри, соединяющий Нью-Йорк и Восточное побережье с Великими озёрами в Буффало. Строительство канала было завершено в 1825 году, и он сразу же стал основным маршрутом для торговли и миграции. Кукурузу и другие сельскохозяйственные продукты со Среднего Запада можно было бы поставлять на восточные рынки с гораздо меньшими затратами, чем по старому маршруту вдоль реки Миссисипи. Кроме того, миграция поселенцев на Средний Запад резко возросла после завершения строительства канала, превратив Буффало и другие портовые города в бумтауны.
Успех канала Эри вдохновил многие другие проекты каналов. Поскольку западная оконечность озера Эри предлагала кратчайший сухопутный маршрут к границам Индианы и Иллинойса, гавань Моми рассматривалась как место первостепенной важности и большой ценности. Детройт находился в 20 милях (32 км) вверх по реке Детройт от озера Эри и столкнулся с трудным барьером на юге в лице Большого чёрного болота. Из-за этого Детройт был менее приспособлен для новых каналов и железных дорог, чнм Толедо. С этой точки зрения на быстро развивавшемся Среднем Западе 1820-х и 1830-х годов оба штата могли многое выиграть, контролируя земли в полосе Толедо.
Кроме того, Полоса к западу от района Толедо является отличным местом для сельского хозяйства из-за её хорошо дренированной, плодородной суглинистой почвы. В течение многих лет в этом районе была высокая урожайность кукурузы и пшеницы. Мичиган и Огайо хотели, чтобы полоса стала важным портом и процветающим регионом, к чему были все стратегические и экономические предпосылки.

## Прелюдия к конфликту

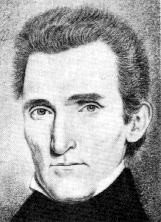
Губернатор штата Огайо Роберт Лукас (1832—1836).

В 1820-21 годах федеральные землеустроительные работы достигли спорной территории с двух направлений, продвигаясь на юг от базовой линии в Мичигане и на севере от Огайо. По неизвестным причинам генеральный инспектор Тиффин приказал закрыть два обследования на линии Северо-Западного постановления (Фултон), а не на линии Харриса, возможно тем самым оказывая косвенную поддержку претензиям Мичигана. Таким образом, созданные к северу от линии поселения предполагали, что являются частью территории Мичиган. К началу 1820-х годов растущая территория достигла необходимого для получения статуса штата минимального порога численности населения в 60 тыс. человек. Когда Мичиган попытался провести конституционное собрание штата в 1833 году, Конгресс отклонил просьбу из-за все ещё спорного Толедского клина.

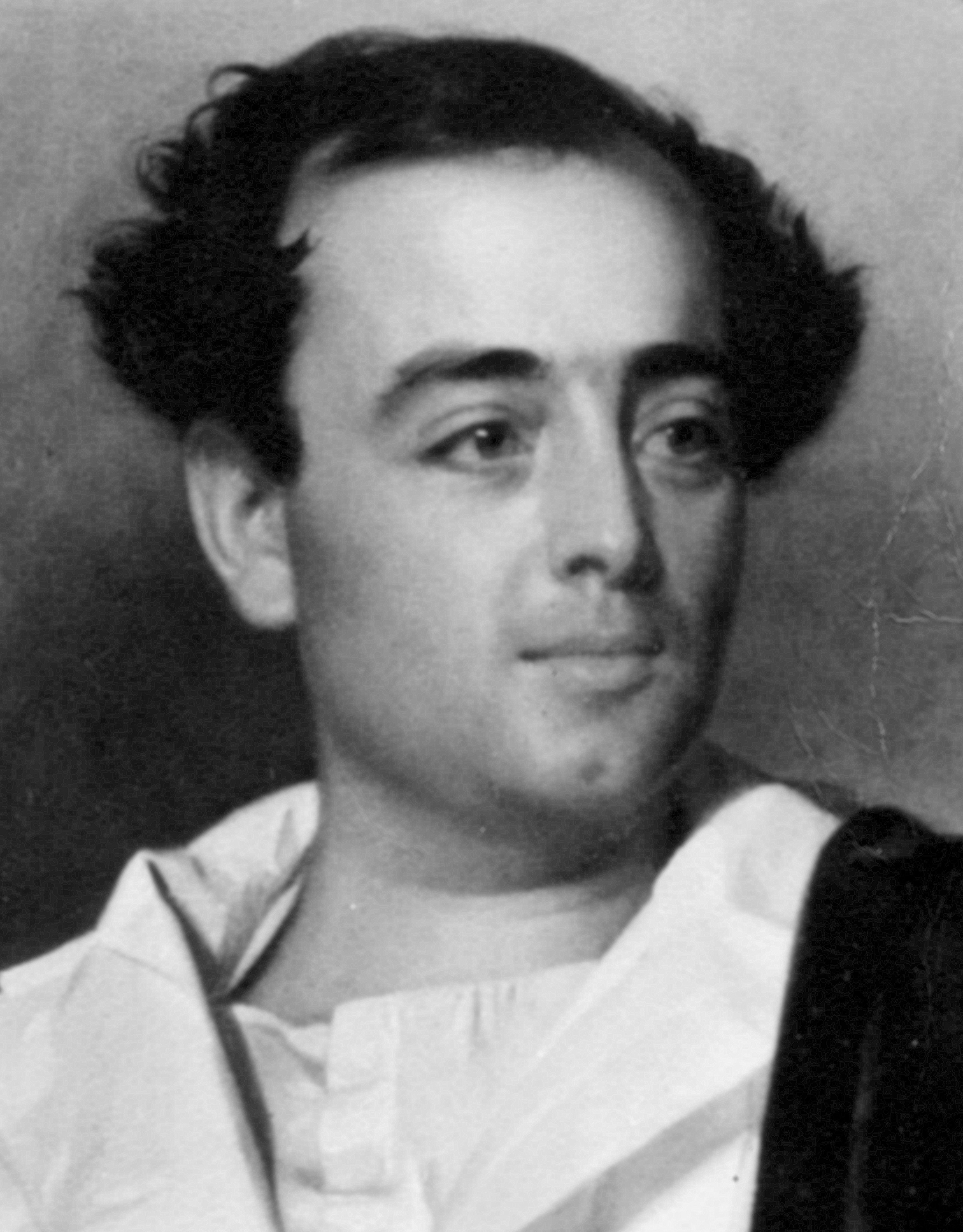
Губернатор территории Мичиган Стивенс Т. Мейсон (1832—1839).

Огайо утверждал, что граница была твердо установлена в его конституции, и поэтому граждане Мичигана были просто нарушителями; правительство штата отказалось обсуждать этот вопрос с территорией Мичигана. Делегация Конгресса штата Огайо активно препятствовала обретению Мичиганом государственности, лоббируя другие штаты голосовать против Мичигана. В январе 1835 года, разочарованный политическим тупиком, исполняющий обязанности губернатора территории Мичигана Стивенс Т. Мейсон призвал провести конституционное собрание в мае того же года, несмотря на отказ Конгресса утвердить разрешительный акт, разрешающий такую конституцию штата.
В феврале 1835 года штат Огайо принял закон, который учредил органы управления округами в Толедской полосе. Округ, в котором находился Толедо, позже в 1835 году будет назван в честь действующего губернатора Роберта Лукаса, что ещё больше усугубило растущую напряженность в отношениях с Мичиганом. Кроме того, в этот период Огайо попытался использовать свою власть в Конгрессе, чтобы возродить ранее отклоненный законопроект о границах, который официально установил бы государственную границу как линию Харриса.
Мичиган, возглавляемый молодым и вспыльчивым Стивенсом Мейсоном, всего через шесть дней после образования округа Лукас отреагировал принятием Закона о наказаниях и штрафах. Закон сделал уголовным преступлением для жителей штата Огайо проведение правительственных мероприятий в полосе под страхом штрафа до 1000 долларов, лишения свободы на срок до пяти лет на каторжных работах или и то, и другое. Исполняя обязанности главнокомандующего территорией, Мейсон назначил бригадного генерала Джозефа У. Брауна из третьей бригады армии США главой милиции штата с инструкциями быть готовым действовать против нарушителей границы штата Огайо. Лукас получил законодательное одобрение на создание собственного ополчения, и вскоре он направил войска в район Полосы. Началась война в Толедо.
Бывший президент США Джон Куинси Адамс, который в то время представлял в Конгрессе Массачусетс, поддержал требование Мичигана. В 1833 году, когда Конгресс отклонил просьбу Мичигана о созыве съезда, Адамс подытожил свое мнение по этому спору: «Никогда в своей жизни я не встречал спора, в котором все права были так явно на одной стороне, а вся власть так подавляюще на другой».

## Война

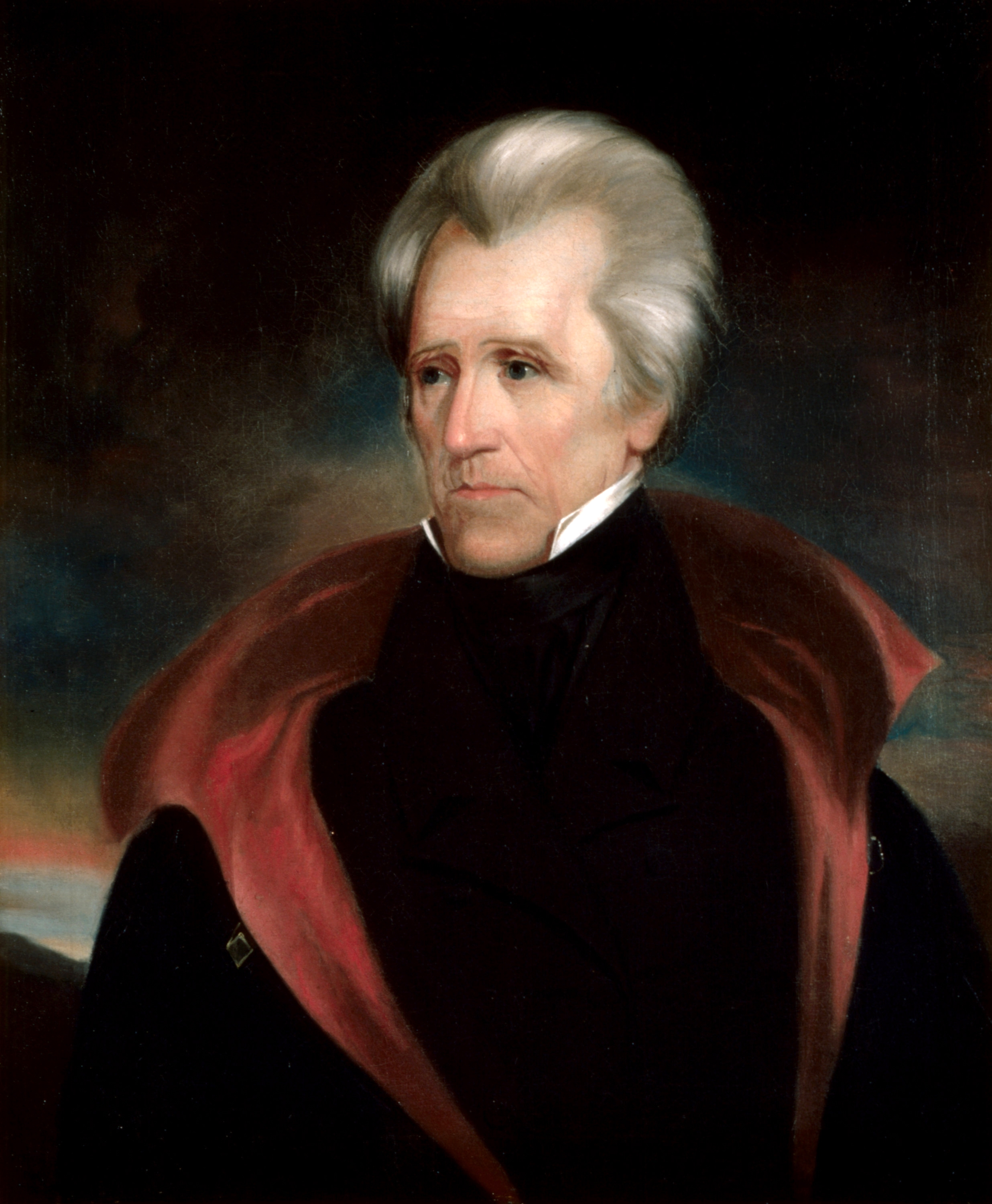
Президент США Эндрю Джексон.

Действуя в качестве главнокомандующего ополчением Огайо, 31 марта 1835 года губернатор Лукас вместе с генералом Джоном Беллом и примерно 600 ополченцами прибыл в Перрисбург, штат Огайо, в 10 км (16 км) к юго-западу от Толедо. Вскоре после этого с примерно 1000 вооруженными людьми прибыли губернатор Мейсон и генерал Браун с целью занять город Толедо, предотвратить продвижение представителей Огайо и остановить дальнейшую маркировку границы.

### Президентское участие
В отчаянной попытке предотвратить вооруженное столкновение и политический кризис президент США Эндрю Джексон проконсультировался со генеральным прокурором Бенджамином Батлером за его юридическим заключением по пограничному спору. В то время Огайо был влиятельной политической силой союза, имея 19 конгрессменов и двух сенаторов против одного делегата без права голоса у территории Мичиган. Огайо был решающим штатом на президентских выборах, и для молодой Демократической партии было бы разрушительно потерять голоса избирателей. Джексон подсчитал, что наилучшим интересам его партии будет служить сохранение Толедского клина в штате Огайо.
Ответ Батлера был неожиданным: он утверждал, что до тех пор, пока Конгресс не решит иначе, земля по праву принадлежит Мичигану. Это поставило Джексона перед политической дилеммой, которая побудила его предпринять действия, которые сильно повлияли бы на исход «войны».

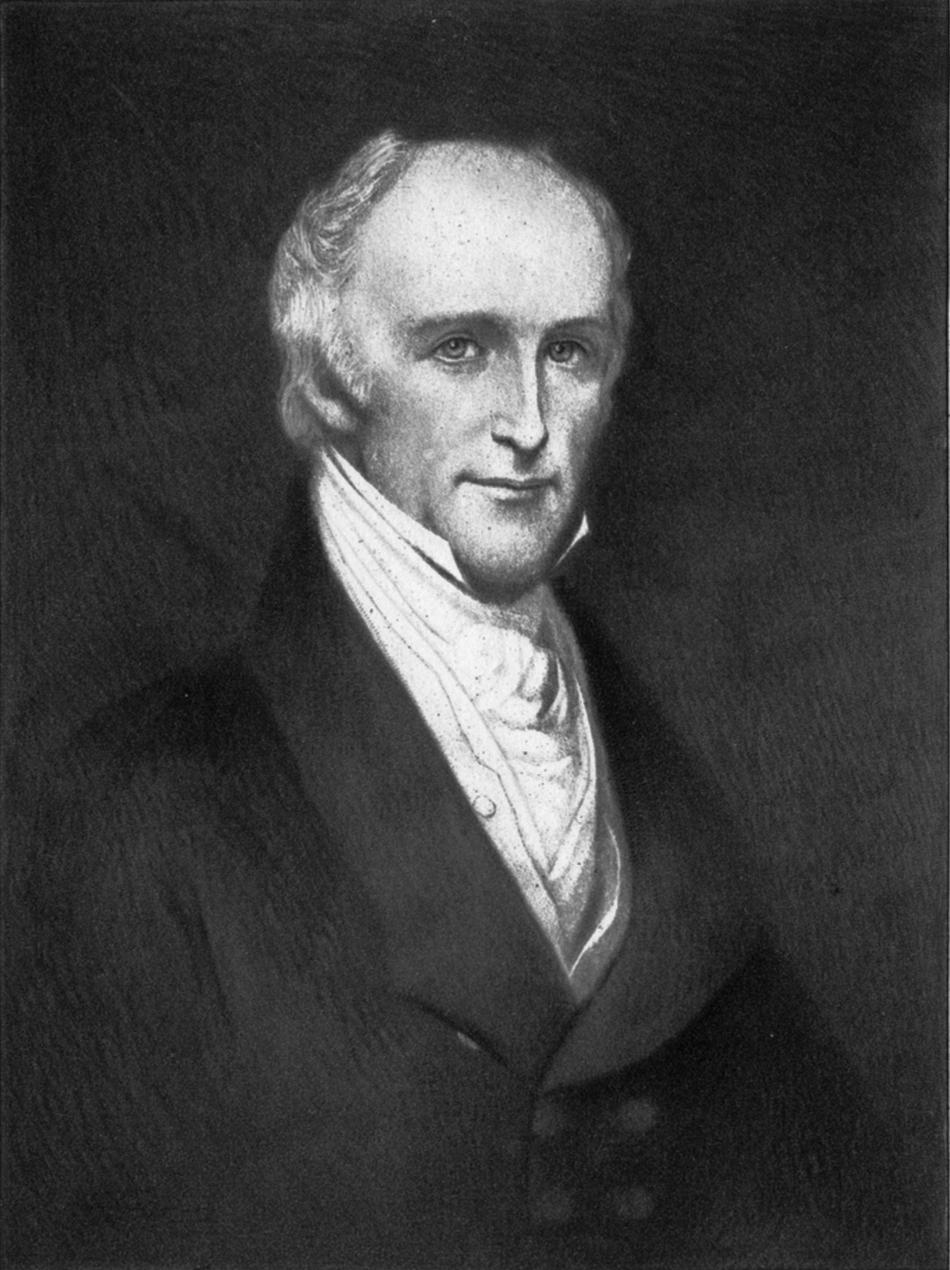
Ричард Раш.

3 апреля 1835 года Джексон отправил конгрессмена Ричарда Раша (Пенсильвания) и Бенджамина Чу Говарда (Мэриленд) в Толедо для урегулирования конфликта и достижения компромисса между двумя регионами. В представленном 7 апреля предложении рекомендовалось, чтобы повторное обследование для обозначения линии Харриса началось без её дальнейшего прерывания Мичиганом, и чтобы жителям пострадавшего региона было разрешено выбирать свои собственные правительства штатов или территорий до тех пор, пока Конгресс не сможет окончательно решить этот вопрос.
Лукас неохотно согласился с этим предложением и начал распускать свою милицию, полагая, что спор разрешен. Три дня спустя выборы в регионе были проведены в соответствии с законодательством штата Огайо. Мейсон отказался от сделки и продолжил готовиться к возможному вооруженному конфликту.
Во время выборов власти Мичигана преследовали должностных лиц штата Огайо, а жителям района угрожали арестом, если они подчинятся властям Огайо. 8 апреля 1835 года шериф округа Монро, штат Мичиган, прибыл в дом майора и политического партизана из Огайо Бенджамина Ф. Стикни. Во время первого контакта между мичиганскими партизанами и семьей Стикни шериф арестовал двух жителей Огайо в соответствии с Законом о наказаниях и штрафах на основании того, что мужчины голосовали на выборах в Огайо.

### Бой у Филлипс-Корнерс

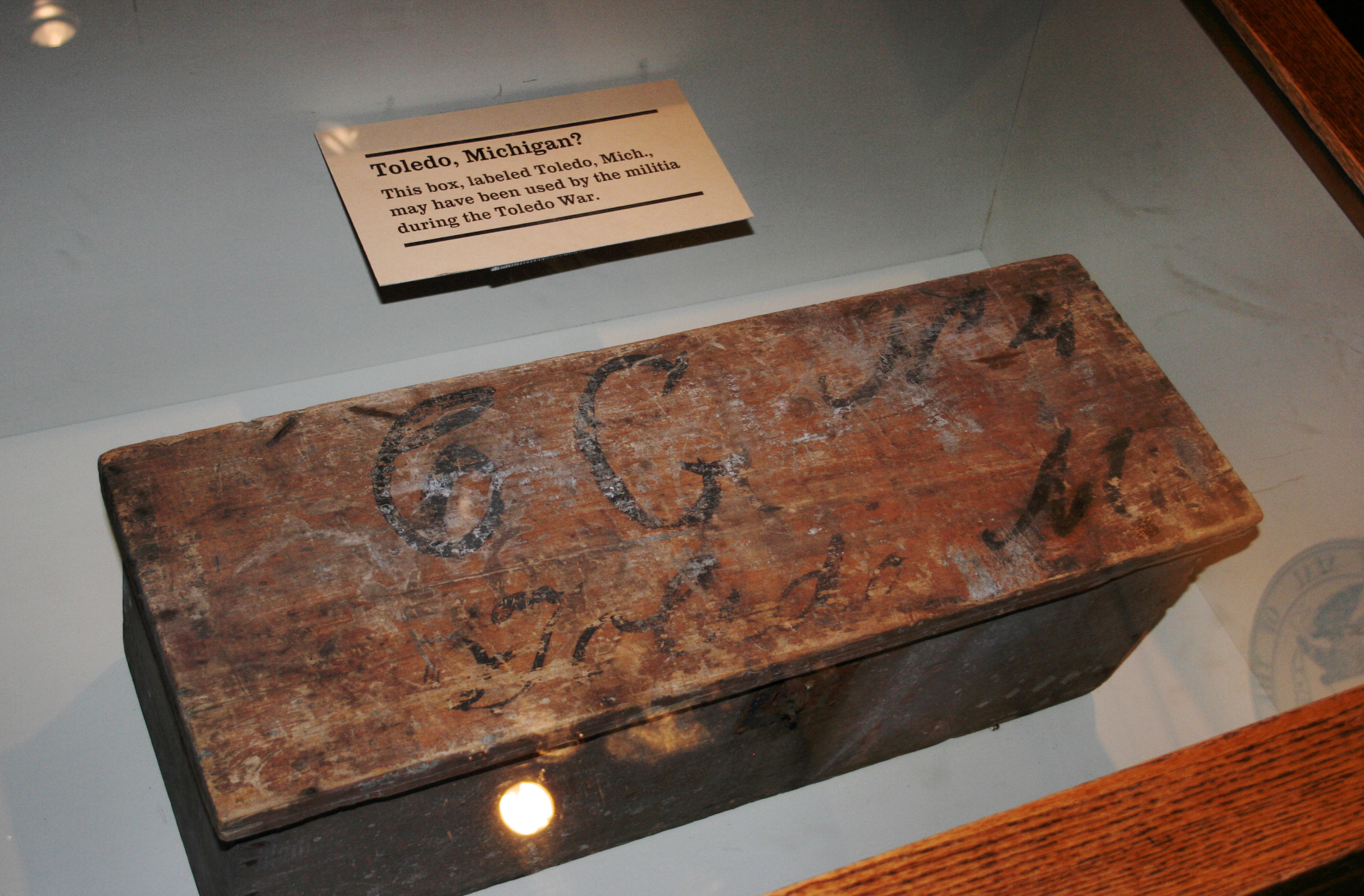
Коробка с надписью «Толедо, Ми.[чиган]», которая могла использоваться ополчением территории во время конфликта.

После выборов Лукас посчитал, что действия комиссаров улучшили ситуацию, и снова отправил геодезистов для нанесения линии Харриса. Проект продолжался без серьёзных происшествий до 26 апреля 1835 года, когда исследовательская группа подверглась нападению от 50 до 60 членов ополчения генерала Брауна в битве при Филлипс-Корнерс. Название битвы как единственного места вооруженного конфликта иногда используется как синоним всей Толедской войны.

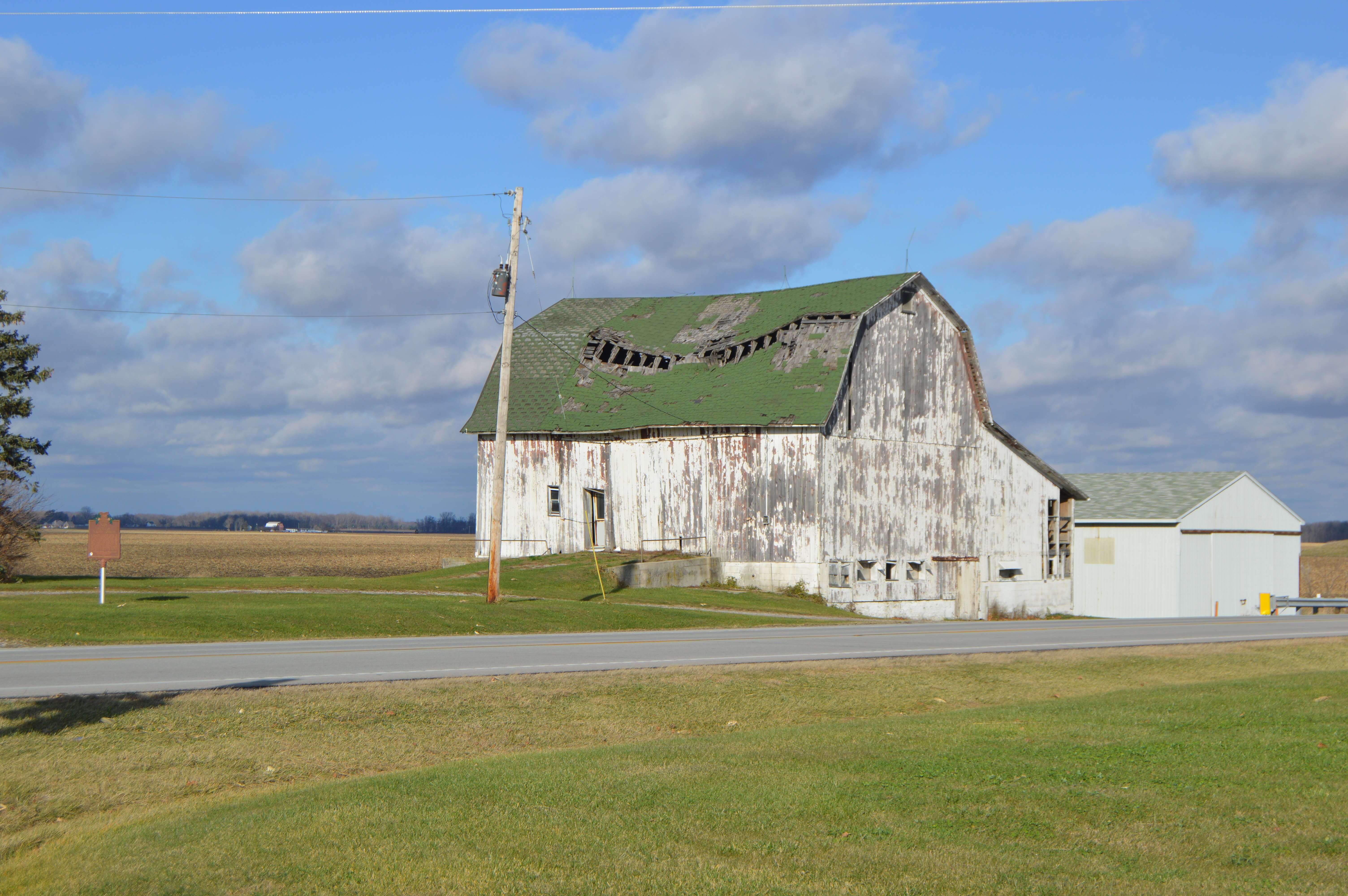
Место стычки у Филлипс-Корнерс.

После этого геодезисты написали Лукасу, что, соблюдая «благословения субботы», силы ополчения Мичигана посоветовали им отступить. В последовавшей погоне «девять наших мужчин, которые не успели вовремя покинуть землю после того, как противник обстрелял их от тридцати до пятидесяти выстрелами, были взяты в плен и увезены в Текумсе в штате Мичиган». В то время как подробности атаки оспариваются — представители Мичигана утверждали, что лишь несколько раз стреляли в воздух из мушкета при отступлении огайцев, битва ещё больше разозлила жителей Огайо и жителей Мичигана и поставила обе стороны на грань войны.

### Кровопролитие 1835 года

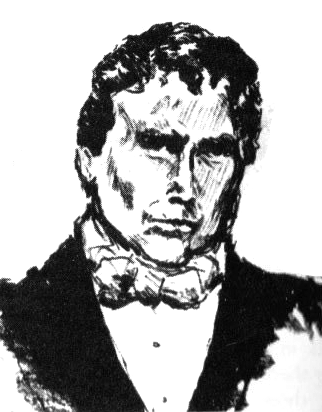
Ту Стикни.

В ответ на утверждения о том, что ополчение Мичигана открыло огонь по жителям Огайо, Лукас созвал 8 июня специальную сессию законодательного собрания Огайо, чтобы принять ещё несколько спорных актов, включая определение Толедо в качестве административного центра округа Лукас, создание суда по общим делам, издание закона о предотвращении насильственного похищения жителей Огайо из этого района и принятие бюджета в размере 300 тыс. долл. (8,2 млн. в ценах 2020 года) для реализации законодательных функций. В ответ территориальный законодательный орган Мичигана выделил бюджетные ассигнования в 315 тыс. долл. на финансирование своей милиции.
В мае и июне Мичиган разработал проект конституции штата с положениями о двухпалатном законодательном органе, верховном суде и других компонентах функционального правительства штата. Конгресс по-прежнему не желал разрешить вступление Мичигана в Союз, и Джексон пообещал отвергнуть статус штата Мичиган до тех пор, пока не будут решены пограничный вопрос и «война».
Лукас приказал своему генерал-адъютанту Сэмюэлю С. Эндрюсу провести подсчет ополченцев, и ему сообщили о готовности 10 тыс. добровольцев вступить в бой. Эта новость разрасталась по мере продвижения на север, и вскоре после этого территориальная пресса Мичигана писала о вхождении «миллиона» в Стрип, поскольку они «приветствовали их в гостеприимных могилах».
В июне 1835 года Лукас отправил делегацию, состоящую из прокурора США Ноя Хейнса Суэйна, бывшего конгрессмена Уильяма Аллена и Дэвида Т. Диснея, в Вашингтон, округ Колумбия, для переговоров с Джексоном. Делегация представила дело Огайо и призвала Джексона быстро решить ситуацию.
В середине 1835 года оба правительства продолжали практику превосходства, и происходили постоянные стычки и аресты. Граждане округа Монро объединились в отряд для проведения арестов в Толедо. Партизаны из Огайо, возмущенные преследованием, возбудили против правонарушителей уголовное преследование. Судебные тяжбы носили массовый характер и послужили поводом для ответных исков с противоположной стороны. Партизаны обеих сторон организовали шпионские группы, чтобы следить за шерифами округов Вуд штата Огайо и округа Монро штата Мичиган, которым была поручена охрана границы.
15 июля заместитель шерифа округа Монро штата Мичиган Джозеф Вуд отправился в Толедо, чтобы арестовать майора Бенджамина Стикни, но когда Стикни и его семья оказали сопротивление, вся семья была схвачена и взята под стражу. Во время драки сын майора Ту Стикни ударил Вуда перочинным ножом и сбежал в Огайо, нанесённые травмы были не опасными. Когда Лукас отклонил требование Мэйсона об экстрадиции Ту Стикни в Мичиган для суда, Мейсон написал Джексону с просьбой о помощи, предложив передать дело в Верховный суд США. Во время конфликта не было установлено, что Верховный суд может разрешать споры о государственной границе, и Джексон отклонил запрос. В поисках мира Лукас начал прилагать собственные усилия, чтобы положить конец конфликту, опять же посредством федерального вмешательства через делегацию Конгресса Огайо. В августе 1835 года по настоянию членов Конгресса штата Огайо, Джексон снял Мейсона с поста территориального губернатора Мичигана и назначил на его место Джона С. («Маленького Джека») Хорнера. Прежде чем прибыла его замена, Мейсон приказал 1 тыс. ополченцев из Мичигана войти в Толедо и предотвратить символически важное первое заседание суда по гражданским делам штата Огайо. Хотя эта идея была популярна среди жителей Мичигана, попытка провалилась: судьи провели полуночный суд, прежде чем быстро отступить к югу от реки Моми, где располагались силы Огайо.